# Preceptor
Preceptor (łac. praeceptor, od praecipere „uprzedzać; uczyć; radzić“) – dawniej: nauczyciel, wychowawca. W średniowiecznej łacinie praeceptor  oznaczał dowódcę, od praecipere w znaczeniu 'rozkazywać; przykazywać'.

## Zakony – muzyka
Preceptor to zakonnik odpowiedzialny za muzykę w klasztorze. Przygotowywał on pozostałych mnichów do wykonywania śpiewów gregoriańskich podczas codziennych nabożeństw i modlitw.

## Zakony rycerskie
W niektórych zakonach rycerskich, jak joannici, templariusze i Krzyżacy, preceptor był przełożonym okręgu.
W zakonie templariuszy preceptor był zwierzchnikiem preceptorii (jednostką nadrzędną była prowincja z mistrzem prowincjonalnym na czele), na którą składały się komandorie pod zarządem komandora (magister), mającego do dyspozycji kilku braci rycerzy, kapelana, braci giermków i służebnych.
W zakonie krzyżackim w 1 poł. XIII w. tytuł preceptora (praeceptor) nosili komturowie (mistrzowie) krajowi, stojący na czele baliwatów i prowincji zakonnych leżących w basenie Morza Śródziemnego. Na Sycylii występował on od 1212 r., w  Apulii  od  1225  r., Francji  od  1225  r., w  Grecji  czyli  Romanii  od  1236  r., w Lombardii od 1244 r., w Hiszpanii od 1255 r. Wszystkie te baliwaty i prowincje grały ważną rolę w strukturze administracyjno–terytorialnej zakonu krzyżackiego w XIII w. i dopiero wraz z przeniesieniem głównej siedziby zakonu do Malborka zaczęły one tracić na znaczeniu. Jednakże zanim to nastąpiło, podobnie jak w przypadku zakonów templariuszy i joannitów tytuły urzędników krzyżackich, takich jak magister, praeceptor i commendator były mało precyzyjne, jeśli chodzi o zasięg kompetencji. Można przyjąć, że trzy wymienione tytuły były równoważne i używano ich wymiennie, przynajmniej w pierwszym okresie istnienia zakonu. Tak więc magister – mistrz mógł stać na czele konwentu, podobnie jak praeceptor – przełożony czy w końcu commendator – komandor, komtur. Mogli jednakże tak tytułować się także przełożeni baliwatów czy mistrzowie krajowi.

## Wolnomularstwo
We współczesnym wolnomularstwie preceptor jest głową loży edukacyjnej (USA, Wielka Brytania). Loże działają na określonym obszarze i prowadzą szkolenia z obrządków dla członków organizacji. Preceptor jest funkcją wybieralną i jest to zazwyczaj wolnomularz, który posiada wieloletnią praktykę jako Mistrz Ceremonii w swojej lokalnej loży i jest postrzegany jako ekspert w rytuałach stowarzyszenia. 

## Edukacja
W niektórych północnoamerykańskich uniwersytetach jest to ochotnicza funkcja studencka, polegająca na pomocy wykładowcy w przygotowaniu wykładów, prowadzeniu biura i przeglądzie sesji. Za bycie preceptorem studenci zbierają punkty (kredyty). Funkcja ta jest uznawana za dobre przygotowanie do nabycia umiejętności przywódczych.
W niektórych uniwersytetach z tradycją (Harvard, Cambridge, Oxford), preceptorami nie są studenci, lecz wykładowcy w dziedzinach takich jak pisarstwo objaśniające, muzyka, matematyka, języki i nauki przyrodnicze.
Na Uniwersytecie Columbia preceptorami są kandydaci na stopień doktora, którzy razem z rzeczywistymi wykładowcami nauczają na kursach literatury i nauk humanistycznych oraz współczesnej cywilizacji, rzadziej również inne przedmioty. 
W nauczaniu medycyny i pielęgniarstwie, preceptor to doświadczony lekarz lub wykładowca, który nadzoruje studentów podczas zajęć z pacjentami.